# Спектр (модуль орбитальной станции «Мир»)
«Спектр» (ЦМ-О, 77КСО, индекс: 11Ф77О) — пятый модуль, пристыкованный к орбитальной станции «Мир». Модуль предназначался для наблюдения за окружающей средой Земли, содержал оборудование для атмосферного и поверхностного исследования. Модуль также имел четыре солнечных батареи, которые производили приблизительно половину электроэнергии для станции.
Первоначально модуль был разработан как часть секретной военной программы под кодовым названием «Октант-1985»; на нём располагались две пусковые установки для запуска ракет-перехватчиков.

## История создания

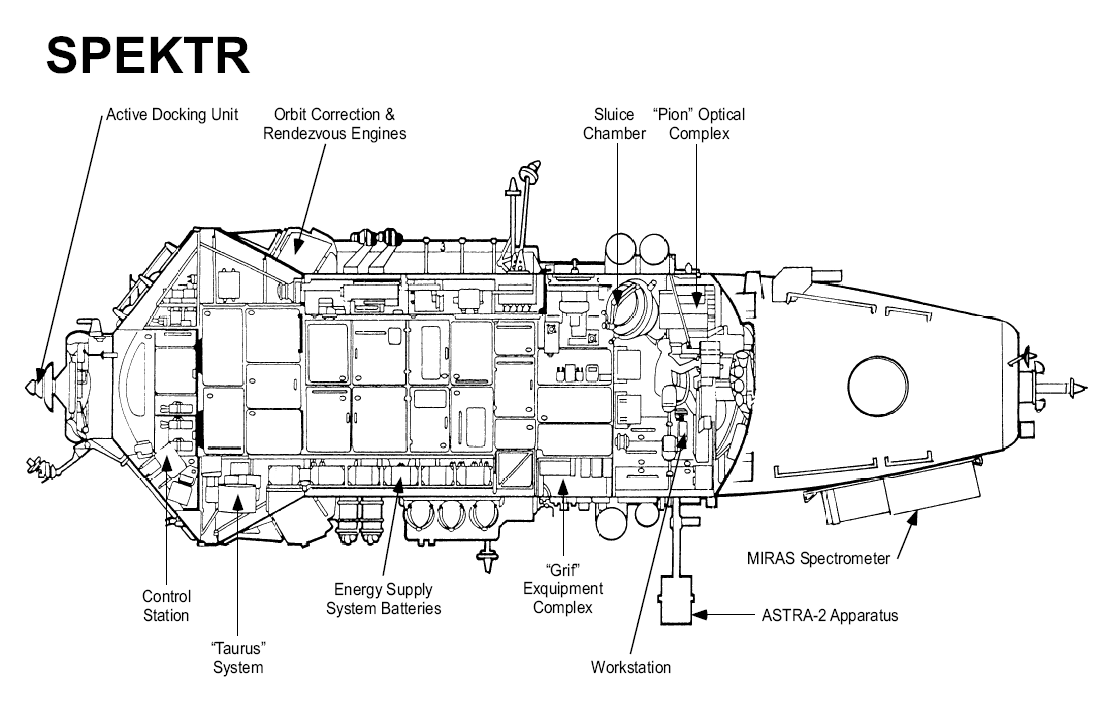
Схема модуля Спектр в разрезе

Для защиты от межконтинентальных баллистических ракет (МБР), по заказу Министерства обороны СССР, КБ Челомея разработало космическую систему обороны. С целью упрощения процесса разработки в качестве основы был взят проект транспортного корабля снабжения (ТКС). Первоначальный план предусматривал оснащение этого корабля ракетами перехвата типа «Октава», оснащёнными соответствующими сенсорами для обнаружения и преследования МБР. Главным грузом модуля был оптический телескоп под кодовым названием «Пион».
Прототип системы должен был сперва пройти автономные испытания в космосе, а затем, для объёмных испытаний оборудования и вооружения, должен был быть пристыкован к станции «Мир». По окончании холодной войны и распада СССР, в 1992 году военная космическая программа была остановлена. Далеко продвинувшийся проект «Октант» был остановлен и уже построенный прототип законсервирован.
В июле 1993 года была создана совместная российско-американская космическая программа с целью создания МКС, в качестве постоянно обитаемого форпоста человечества в космосе. Для накопления опыта совместной работы сперва был подписан договор о программе «Мир — Шаттл», в рамках которой были предусмотрены 10 полётов челноков к станции «Мир» и долгосрочного пребывания американских астронавтов на станции. Помимо средств в размере 400 миллионов долларов, НАСА отдельно оплатило переоборудование модуля «Спектр» в гражданский исследовательский проект. В ответ РФ обязалась установить на модуле оборудование для экспериментов НАСА.
Одним из главных изменений была установка в задней части модуля двух дополнительных солнечных батарей вместо ракетной установки «Октава». Максимальный диаметр модуля составлял примерно 4 метра. За счёт дополнительных солнечных батарей длина модуля составила около 14 метров, и он стал самым длинным из пристыкованных модулей станции. Объём, заполненный атмосферой, составил около 62 м³. Небольшой шлюз, предусматривавшийся изначально для установки целеуказателей, был дооснащён автоматическим манипулятором и переделан для выноса экспериментов в открытый космос. Фаза перепланировки была завершена в 1993 году, и запуск модуля был предварительно назначен на 1994 год.

## Запуск
Установка и настройка оборудования НАСА на российские стандарты привели к переносу даты окончания работ, и запуск модуля был произведён только 20 мая 1995 года. «Спектр» стал первым модулем, запущенным после развала СССР и пятилетнего перерыва в постройке станции. Стартовый вес — около 20 тонн соответствовал весу других модулей на основе ТКС — «Квант-2» и «Кристалл».
После 12-дневного автономного полёта модуль автоматически состыковался со станцией «Мир». Через день после этого «Спектр» был перестыкован при помощи автоматического манипулятора на радиальное стыковочное гнездо напротив модуля «Квант-2», и, таким образом, осевое гнездо было освобождено для стыковки кораблей «Союз» и «Прогресс». Перед переносом это радиальное гнездо было освобождено от модуля «Кристалл», который был перенесён на подобное гнездо, расположенное под углом 90 градусов. Модуль Спектр оставался на орбите вплоть до контролируемого свода всей станции «Мир» с орбиты 23 марта 2001 года.

## Научные цели
Изначальное военное оборудование модуля было полностью удалено и пустая оболочка заново оснащена оборудованием. При перестройке модуля особое внимание уделялось тому, чтобы оборудование военного проекта не попало в руки американцев, вследствие чего до сих пор неизвестны подробности первоначальной оснастки модуля. После переоборудования, впервые в истории, аппаратура НАСА была установлена на борту российской орбитальной станции.
Главная задача модуля «Спектр» состояла в наблюдении Земли. Для этого на модуле были установлено оборудование для изучения атмосферы и геофизических явлений, особенно поиска полезных ископаемых. При помощи оборудованного шлюза эксперименты могли помещаться в открытое космическое пространство и т. о. изучаться результаты воздействия космических лучей. Внутри модуля, помимо оборудования программы «Мир — Шаттл», находилась американская аппаратура для исследований по материаловедению, биологическим исследованиям и фундаментальным исследованиям по управлению космической станцией. Помимо этого, «Спектр» служил в качестве рабочего и жилого места американских астронавтов.
В отличие от других модулей станции, на «Спектре» были установлены X-образные солнечные батареи, общая площадь которых составляла 65 квадратных метров, а мощность почти 7 киловатт. Таким образом модуль «Спектр» становился самым важным источником энергии «Мира», и особенно модулей «Кристалл», «СДМ» и «Природа», работавших без собственных солнечных батарей.

## Авария

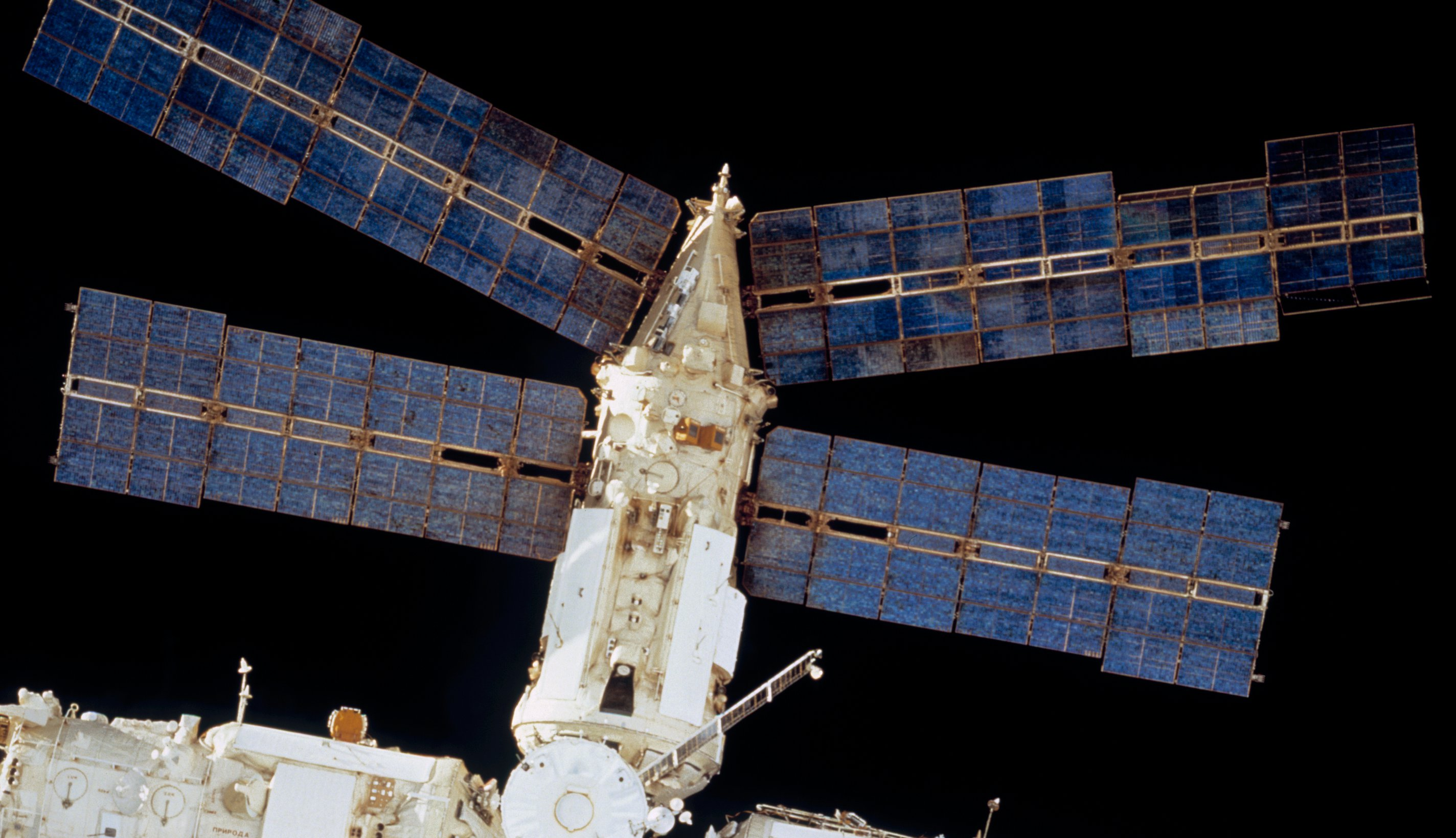
Модуль Спектр в составе Мир

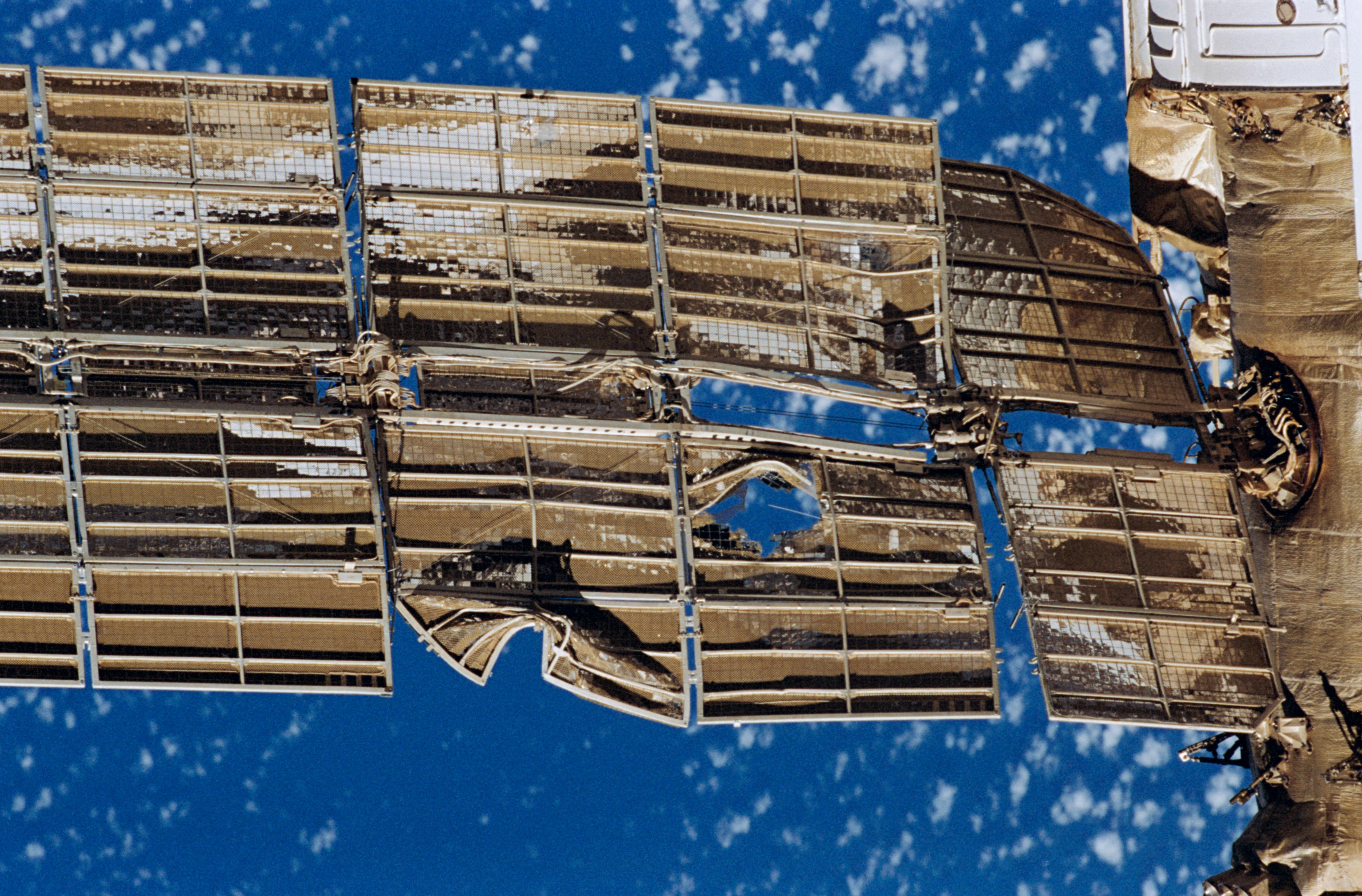
Повреждённая солнечная батарея модуля

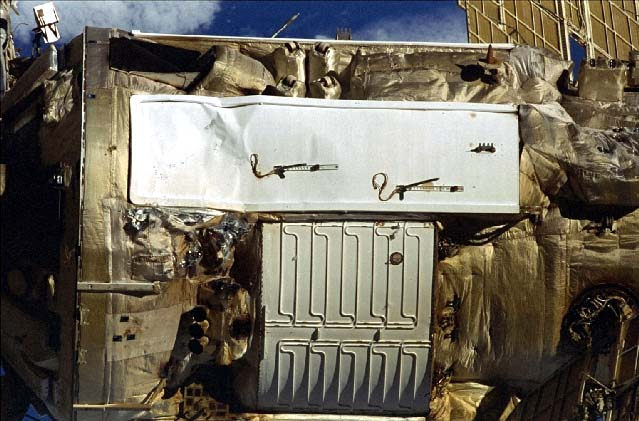
Повреждённый радиатор и внешняя оболочка модуля

25 июня 1997 года транспортный грузовой корабль «Прогресс М-34» столкнулся с модулем «Спектр», при проведении эксперимента по ручной стыковке в режиме БПС+ТОРУ (баллистическое прецизионное сближение — телеоператорный режим управления). Столкновение произошло из-за ошибки при испытании новой системы управления и сближения. Помимо огромных повреждений солнечных батарей, в результате столкновения образовалась пробоина площадью 2 см² во внешней оболочке модуля, что привело к снижению давления воздуха на всей станции. Во время столкновения на «Мире» находились космонавты Василий Циблиев и Александр Лазуткин, а также американский астронавт Майкл Фоул.
ЦУП срочно отдал команду загерметизировать модуль, обеспечив тем самым жизнеобеспечение станции. Ситуацию осложнило то, что через люк, соединяющий модуль со станцией, пролегали кабели. Вместо того чтобы покинуть станцию на борту пристыкованного «Союза ТМ-25», экипаж решил герметически изолировать повреждённый модуль, для чего пришлось срочно отсоединять многочисленные кабели и шланги, проложенные через стыковочный люк. Отсечение модуля повлекло за собой временную потерю электроэнергии, вырабатываемой станцией — с обесточиванием модуля были отключены солнечные батареи «Спектра».
Ко времени аварии «Спектр» был главным источником энергии станции «Мир» (порядка 40 % электроэнергии). Из-за повреждения солнечных батарей и прерывания важных кабельных соединений при изолировании модуля солнечные панели модуля не могли поворачиваться к Солнцу и отдавать энергию на станцию. Таким образом, орбитальная станция потеряла почти половину электрической энергии. Сразу после аварии энергии было недостаточно для проведения экспериментов и снабжения большей части оборудования станции. Помимо этого, из-за аварии НАСА потеряла бо́льшую часть своего оборудования, а астронавт Майкл Фоул — большую часть своих личных вещей, так как они находились в модуле «Спектр».
Ремонт
Первая попытка ремонта состоялась в августе 1997 года в рамках экспедиции «Союза ТМ-26», во время которой специально обученные космонавты Соловьёв и Виноградов прибыли на станцию. Во время выхода в скафандрах в «закрытый космос» повреждённого модуля они починили главный кабель и прочие пучки кабелей, перерезанные во время изоляции модуля. Это был первый шаг на пути к управлению солнечными батареями и восстановлению большей части энергоресурсов станции.
Другая попытка восстановления модуля была предпринята во время пятичасового выхода в открытый космос 1 октября 1997, в рамках посещения шаттла «Атлантис» (STS-86), во время которого космонавты Владимир Титов и Скотт Паразински закрепили на стыковочном отсеке специальную оболочку («Крышку»). Данная оболочка могла бы использоваться для закрытия дыры на обшивке модуля «Спектр» в последующих выходах в космос. После отстыковки челнока модуль «Спектр» был заполнен воздухом, после чего экипаж шаттла наблюдал выход воздуха, пытаясь обнаружить место разгерметизации.
Несмотря на продолжавшиеся попытки восстановления, во время (последнего) посещения шаттла «Дискавери» (STS-91) его экипаж наблюдал утечку воздуха из модуля. Даже последний экипаж станции («Союз ТМ-30») тщетно попытался устранить течь во время выхода в открытый космос. Починить модуль так и не удалось. Таким образом, спустя всего два года после запуска и до конца работы станции модуль оставался неиспользуемым. Выработку энергии удалось восстановить и сохранять вплоть до контролируемого свода станции с орбиты.

## Список инструментов
- Радиометр 286 КБ
- «Астра 2» — контролировал окружающую среду станции
- EFO 2 фотометра
- «Комза» — межзвездный газовый датчик
- Спектрометр поглощения «Мирас» — определял атмосферный состав
- Спектрометр «Фаза»
- «Телец»/«Гриф»
- ВРИЗ — ультрафиолетовый спектрорадиометр